# Fotometru

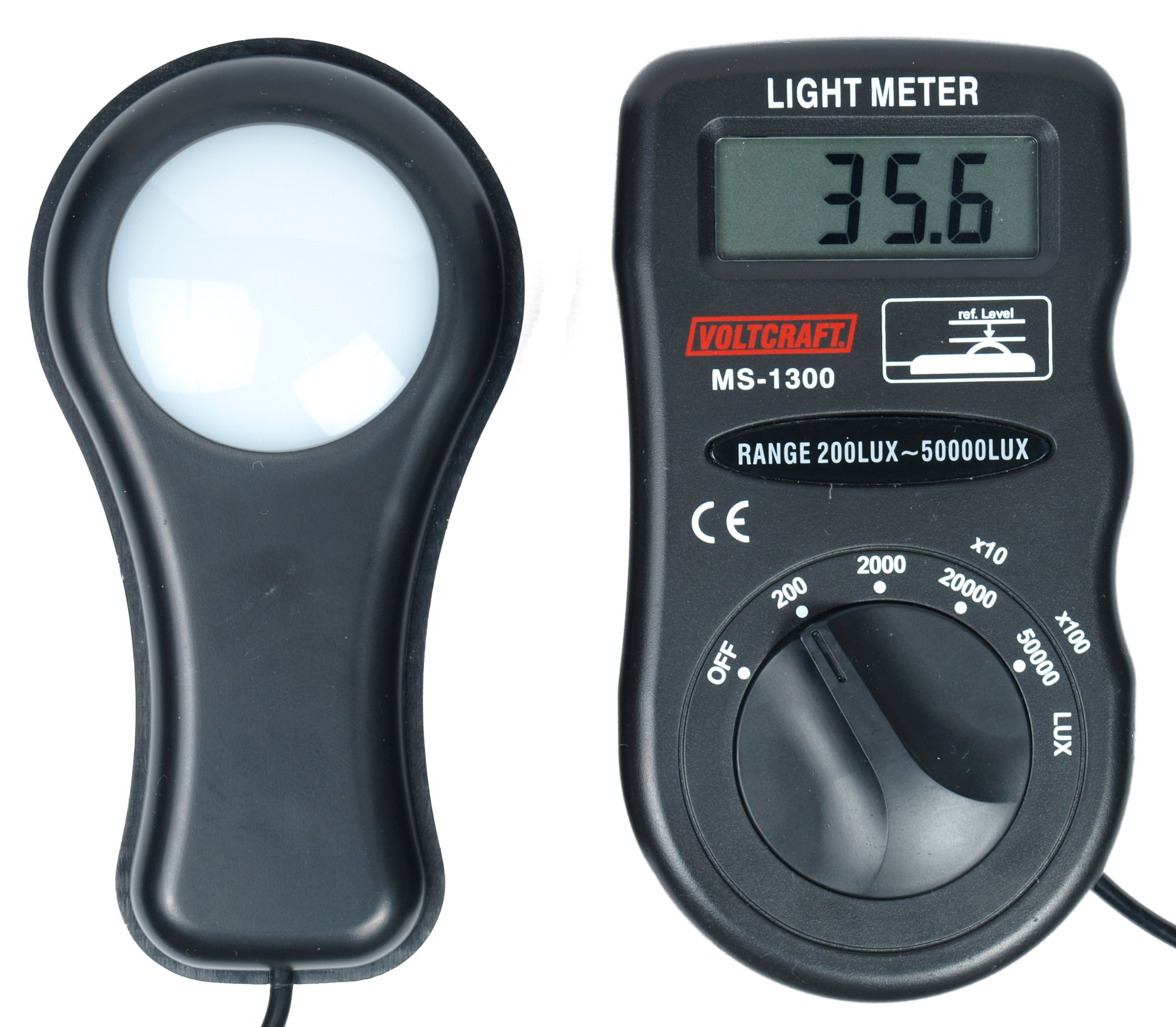
Fotometru

În sensul cel mai general, un fotometru este un istrument folosit la măsurarea intensității luminoase și alte proprietăți optice ale unor soluții sau suprafețe. Aparatele sunt capabile să măsoare, de asemenea, și:
- Luminanță
- Emitanța
- Absorbția luminii
- Difuzia optică
- Reflexia luminii
- Fluorescența
- Fosforescența
- Luminescența